# Michaël Maria
Michaël Maria (Kerkrade, 31 januari 1995) is een Nederlands-Curaçaos voetballer die als vleugelverdediger of als middenvelder speelt.

## Clubcarrière
Maria speelde in de jeugd van Vitesse en PSV. Van 2014 tot 2016 kwam Maria uit voor VfL Bochum, waar Gertjan Verbeek op dat moment de trainer was. In oktober 2016 ging hij voor SG Sonnenhof Großaspach in de 3. Liga spelen. In 2017 maakte hij de overstap naar FC Erzgebirge Aue in de 2. Bundesliga.
In januari 2018 tekende Maria een contract voor een half jaar bij FC Twente, waar hij opnieuw met trainer Verbeek te maken kreeg. In zijn verbintenis werd een optie voor nog een seizoen opgenomen en deze optie werd eind maart gelicht. Twente degradeerde in seizoen 2018/19 naar de Eerste divisie. In zijn tweede seizoen bij Twente zat Maria voornamelijk op de reservebank of speelde voor Jong FC Twente. Hij kwam tot negen wedstrijden in de Eerste divisie, waarvan zeven korte invalbeurten. In april 2019 verkaste Maria per direct naar Charlotte Independence, dat uitkomt in de Amerikaanse USL Championship. In juli 2019 ging Maria naar het Australische Adelaide United. Vanaf november 2020 trainde Maria mee met NAC Breda. Daar tekende hij in januari 2021 na een stage een contract tot medio 2023. In september 2022 werd zijn contract ontbonden. In maart 2025 sloot Maria aan bij VV De Valk in de zaterdag vierde klasse.

## Interlandcarrière
Maria debuteerde op 27 maart 2015 in het Curaçaos voetbalelftal in de thuiswedstrijd tegen Montserrat om kwalificatie voor het wereldkampioenschap voetbal 2018. Met Curaçao won Maria op 25 juni 2017 de finale van de Caribbean Cup 2017 door Jamaica met 2-1 te verslaan. Ook maakte hij deel uit van de selecties op de CONCACAF Gold Cup 2017 en 2019.
| Interlands van Michaël Maria voor Curaçao  | Interlands van Michaël Maria voor Curaçao | Interlands van Michaël Maria voor Curaçao | Interlands van Michaël Maria voor Curaçao | Interlands van Michaël Maria voor Curaçao | Interlands van Michaël Maria voor Curaçao | Interlands van Michaël Maria voor Curaçao |
| №                                          | Datum                                     | Wedstrijd                                 | Uitslag                                   | Competitie                                | Goals                                     |                                           |
| Als speler bij VfL Bochum                  | Als speler bij VfL Bochum                 | Als speler bij VfL Bochum                 | Als speler bij VfL Bochum                 | Als speler bij VfL Bochum                 | Als speler bij VfL Bochum                 |                                           |
| ------------------------------------------ | ----------------------------------------- | ----------------------------------------- | ----------------------------------------- | ----------------------------------------- | ----------------------------------------- | ----------------------------------------- |
| 1.                                         | 27 maart 2015                             | Curaçao – Montserrat                      | 2 – 1                                     | Kwalificatie WK 2018                      |                                           |                                           |
| (2.)*                                      | 5 juni 2015                               | Curaçao – Trinidad en Tobago              | 1 – 0                                     | Vriendschappelijk                         |                                           |                                           |
| 2.                                         | 14 juni 2015                              | Cuba – Curaçao                            | 1 – 1                                     | Kwalificatie WK 2018                      |                                           |                                           |
| 3.                                         | 4 september 2015                          | Curaçao – El Salvador                     | 0 – 1                                     | Kwalificatie WK 2018                      |                                           |                                           |
| 4.                                         | 8 september 2015                          | El Salvador – Curaçao                     | 1 – 0                                     | Kwalificatie WK 2018                      |                                           |                                           |
| 5.                                         | 23 maart 2016                             | Barbados – Curaçao                        | 1 – 0                                     | Kwalificatie CC 2017                      |                                           |                                           |
| 6.                                         | 1 juni 2016                               | Curaçao – Guyana                          | 5 – 2                                     | Kwalificatie CC 2017                      |                                           |                                           |
| Als speler zonder club                     |                                           |                                           |                                           |                                           |                                           |                                           |
| 7.                                         | 5 oktober 2016                            | Curaçao – Antigua en Barbuda              | 3 – 0                                     | Kwalificatie CC 2017                      |                                           |                                           |
| Als speler bij SG Sonnenhof Großaspach     |                                           |                                           |                                           |                                           |                                           |                                           |
| 8.                                         | 17 juni 2017                              | Curaçao – Nicaragua                       | 0 – 0                                     | Vriendschappelijk                         |                                           |                                           |
| Als speler bij FC Erzgebirge Aue           |                                           |                                           |                                           |                                           |                                           |                                           |
| 9.                                         | 9 juli 2017                               | Curaçao – Jamaica                         | 0 – 2                                     | Gold Cup                                  |                                           |                                           |
| 10.                                        | 13 juli 2017                              | El Salvador – Curaçao                     | 2 – 0                                     | Gold Cup                                  |                                           |                                           |
| 11.                                        | 16 juli 2017                              | Curaçao – Mexico                          | 0 – 2                                     | Gold Cup                                  |                                           |                                           |
| Als speler bij FC Twente                   |                                           |                                           |                                           |                                           |                                           |                                           |
| 12.                                        | 19 november 2018                          | Curaçao – Guadeloupe                      | 6 – 0                                     | Kwalificatie Nations League               |                                           |                                           |
| 13.                                        | 23 maart 2019                             | Antigua en Barbuda – Curaçao              | 2 – 1                                     | Kwalificatie Nations League               |                                           |                                           |
| Als speler bij Charlotte Independence      |                                           |                                           |                                           |                                           |                                           |                                           |
| 14.                                        | 5 juni 2019                               | India – Curaçao                           | 1 – 3                                     | King's Cup                                |                                           |                                           |
| 15.                                        | 8 juni 2019                               | Vietnam – Curaçao                         | 1 – 1 (5 – 6 wns)                         | King's Cup                                |                                           |                                           |
| * Werd niet erkend als officiële interland |                                           |                                           |                                           |                                           |                                           |                                           |

Bijgewerkt t/m 8 juni 2019.

## Erelijst
| Competitie     | Winnaar   | Winnaar   | Runner-up | Runner-up | Derde     | Derde     |
| Competitie     | Aantal    | Jaren     | Aantal    | Jaren     | Aantal    | Jaren     |
| FC Twente      | FC Twente | FC Twente | FC Twente | FC Twente | FC Twente | FC Twente |
| -------------- | --------- | --------- | --------- | --------- | --------- | --------- |
| Eerste divisie | 1x        | 2018/19   |           |           |           |           |
| Curaçao        |           |           |           |           |           |           |
| Caribbean Cup  | 1x        | 2017      |           |           |           |           |